# ŽNL Ličko-senjska 2023./24.
Ovaj članak je podtema članka: 6. rang HNL-a 2023./24.

ŽNL Ličko-senjska u sezoni 2023./24. je predstavljala jedinu županijsku ligu u Ličko-senjskoj županiji, te ligu šestog stupnja hrvatskog nogometnog prvenstva. 
 
U ligi sudjeluje 7 klubova. 
 
Prvak je drugi put zaredom postao klub "Croatia 92" iz Ličkog Osika.  

## Sustav natjecanja
7 klubova igra trokružnim liga-sustavom (21 kolo, 18 utakmica po klubu). 

## Sudionici
- Bunjevac-Gavran – Krivi Put, Senj
- Croatia 92 – Lički Osik, Gospić
- Lika 95 – Korenica, Plitvička Jezera
- Perušić – Perušić
- Plitvice – Mukinje - Plitvička Jezera, Plitvička Jezera
- Sokolac – Brinje
- Velebit – Žabica, Gospić

## Ljestvica
| mj. | klub                                | ut. | pob. | ner. | por. | gol+ | gol- | bod |
| --- | ----------------------------------- | --- | ---- | ---- | ---- | ---- | ---- | --- |
| 1.  | Croatia 92 Lički Osik               | 18  | 13   | 3    | 2    | 49   | 22   | 42  |
| 2.  | Lika 95 Korenica                    | 18  | 11   | 2    | 5    | 56   | 25   | 35  |
| 3.  | Perušić                             | 18  | 9    | 1    | 8    | 41   | 31   | 28  |
| 4.  | Bunjevac-Gavran Krivi Put           | 18  | 7    | 4    | 7    | 27   | 28   | 25  |
| 5.  | Plitvice Mukinje (Plitvička Jezera) | 18  | 7    | 0    | 11   | 31   | 47   | 21  |
| 6.  | Sokolac Brinje                      | 18  | 5    | 1    | 12   | 20   | 56   | 16  |
| 7.  | Velebit Žabica                      | 18  | 3    | 5    | 10   | 18   | 33   | 14  |

## Rezultatska križaljka
Ažurirano: 8. lipnja 2024. (kraj sezone) 
| kratica | klub                                | BUNJ     | CRO      | LIKA     | PER      | PLI      | SOK           | VEL           |
| --- | ----------------------------------- | -------- | -------- | -------- | -------- | -------- | ------------- | ------------- |
| BUNJ | Bunjevac-Gavran Krivi Put           |          | 1:2, 2:3 | 1:1      | 2:7      | 3:2, 4:0 | 1:1, 3:0 p.f. | 0:0           |
| CRO | Croatia 92 Lički Osik               | 2:0      |          | 2:0, 3:2 | 0:1      | 4:1, 7:2 | 3:1           | 2:2, 0:0      |
| LIKA | Lika 95 Korenica                    | 1:2, 1:0 | 4:2      |          | 5:2, 4:1 | 7:0      | 7:2, 10:0     | 2:0           |
| PER | Perušić                             | 0:1, 2:1 | 2:2, 1:3 | 3:2      |          | 4:0      | 8:1, 0:1      | 3:1           |
| PLI | Plitvice Mukinje (Plitvička Jezera) | 5:2      | 2:4      | 2:0, 1:2 | 1:0, 1:5 |          | 1:2           | 1:0, 5:0      |
| SOK | Sokolac Brinje                      | 0:2      | 0:1, 1:4 | 1:4      | 0:2      | 1:4, 2:1 |               | 3:0 p.f., 4:2 |
| VEL | Velebit Žabica                      | 1:1, 0:1 | 0:5      | 1:2, 2:2 | 2:0, 4:0 | 0:2      | 3:0 p.f.      |               |
| |                                     |          |          |          |          |          |               |               |
| podebljan rezultat - utakmice od 1. do 7., te od 15. do 21. kola (1. i 3. utakmica između klubova) rezultat normalne debljine - utakmice od 8. do 14. kola (2. utakmica između klubova) rezultat nakošen - nije vidljiv redoslijed odigravanja međusobnih utakmica iz dostupnih izvora rezultat nakošen i smanjen * - iz dostupnih izvora nije uočljiv domaćin susreta prekrižen rezultat - poništena ili brisana utakmica p - utakmica prekinuta 3:0 p.f. / 0:3 p.f. - rezultat 3:0 bez borbe |                                     |          |          |          |          |          |               |               |

 Izvori: 

## Najbolji strijelci
Izvori:

Strijelci 10 i više golova u ligi. 
17 golova
- Mihael Eldić (Lika 95)

13 golova
- Kristijan Petrlić (Croatia 92)

12 golova
- Luka Dijanežević (Plitvice)

10 golova
- Mateo Drašković (Croatia 92)
- Marko Štimac (Plitvice)

 Ažurirano: 8. lipnja 2024. 